# Les Moutiers-en-Cinglais
Les Moutiers-en-Cinglais é uma comuna francesa na região administrativa da Normandia, no departamento Calvados. Estende-se por uma área de 6,73 km². Em 2010 a comuna tinha 578 habitantes (densidade: 85,9 hab./km²).